# Thurn-und-Taxis-Schlossfestspiele
Die Thurn-und-Taxis-Schlossfestspiele finden seit 2003 jährlich im Juli im Innenhof und Park des Schlosses St. Emmeram in Regensburg statt. Mit bis zu 30.000 Besuchern pro Jahr gehören sie zu den größten Open-Air-Festspielen in Deutschland und ziehen Publikum weit über die Grenzen Regensburgs hinaus an. Die Festspiele erregen sowohl wegen ihres Programms als auch wegen ihrer prominenten Schirmherrin und zahlreicher bekannter Ehrengäste regelmäßig großes Medieninteresse.
Die Thurn und Taxis Schlossfestspiele werden regelmäßig unter den schönsten Schlossfestspielen weltweit auf Spitzenplätzen gelistet.

## Schirmherrin und Veranstalter
Schirmherrin der Schlossfestspiele ist Gloria von Thurn und Taxis. Die Festspiele werden von dem privaten Konzertveranstalter Odeon Concerte veranstaltet. Die Gesamtleitung der Festspiele hat seit 2003 Reinhard Söll.

## Veranstaltungsort

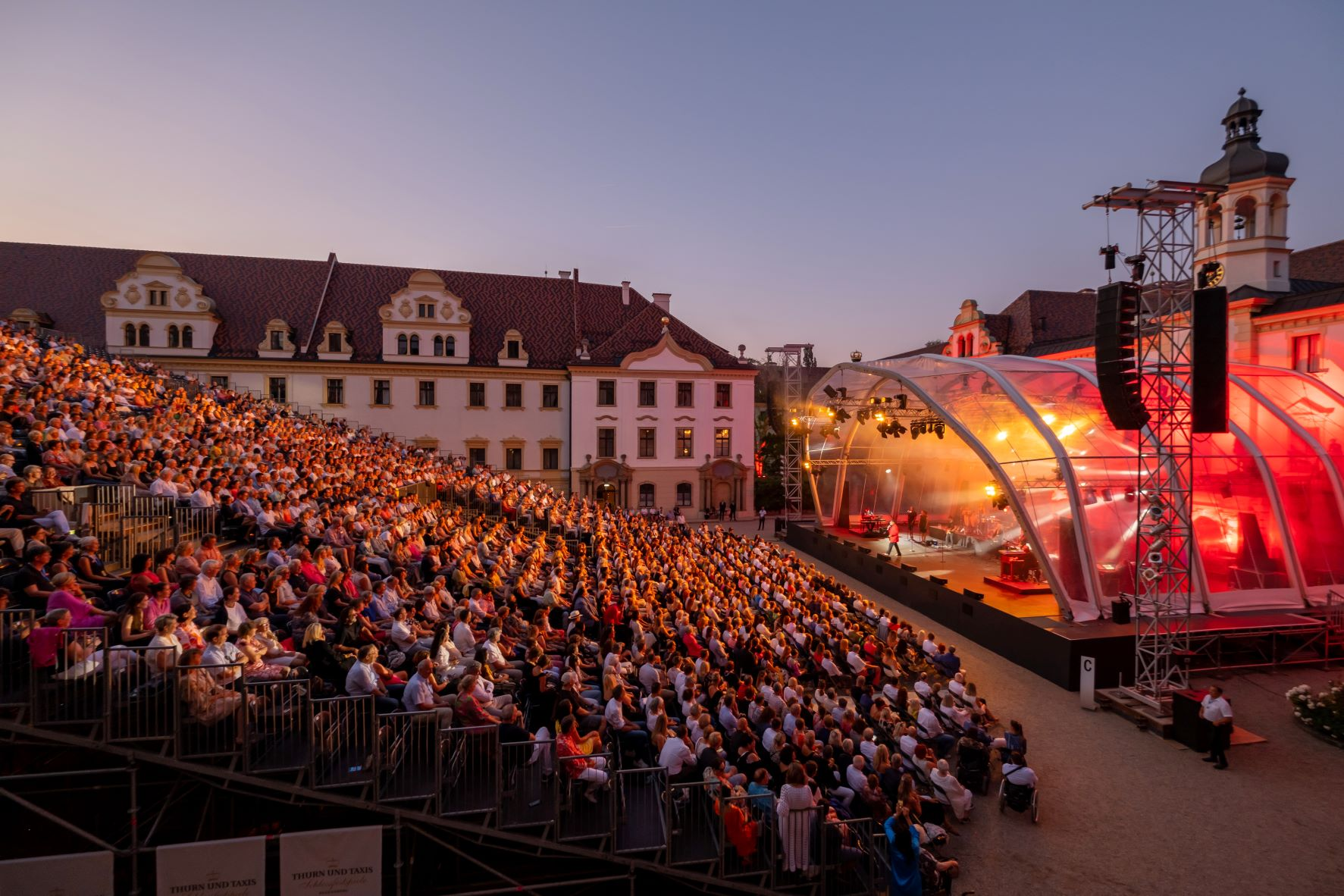
Innenhof der Thurn und Taxis Schlossfestspiele

Die Veranstaltungen finden grundsätzlich im Freien vor der Kulisse des Fürstlichen Schlosses auf einer transparenten überdachten Bühne statt. Die Zuschauerkapazität pro Aufführung beträgt zirka 3.000 Besucher. Der Schlosspark vor der Ostfassade wird vor den Aufführungen und während der Pausen für die Besucher geöffnet und für die Bewirtung genutzt.

## Programm
Das Programm der Thurn-und-Taxis-Schlossfestspiele umfasst Opern-, Musical-, Operetten-, Ballett- und Schauspielaufführungen sowie klassische und unterhaltende Konzerte mit international renommierten Künstlern und Ensembles. In den letzten Jahren suchten die Festspiele verstärkt bei Gastspielen auch die Zusammenarbeit mit festen Opernhäusern, wie zum Beispiel der Staatsoper Prag, der Oper Bonn, der Staatsoper Breslau, dem Nationaltheater Brünn, der Staatsoper unter den Linden Berlin sowie weiteren angesehenen Kulturinstitutionen.
Seit 2009 werden die Thurn-und-Taxis-Schlossfestspiele nach einem Ranking des in Wien erscheinenden Magazins „Festspiele“ zu den „zehn schönsten Schlossfestspielen“ der Welt gezählt.

## Eine Auswahl der Künstler und herausragender Produktionen
- Bereich Klassik

José Cura (2003), Lucia Aliberti (2003, 2007), José Carreras (2004 und 2017), Agnes Baltsa (2004), Edita Gruberová (2005), Ramón Vargas (2005), Rolando Villazón (2006), Marcelo Álvarez (2007), Bobby McFerrin (2006), Juan Diego Flórez (2008), Jonas Kaufmann (2009 und 2016), David Garrett (2007, 2008, 2009, 2013, 2023), Elīna Garanča (2010, 2022), Joseph Calleja (2011), Vittorio Grigolo (2012), Klaus Florian Vogt (2013), Ludovico Einaudi (2013), Angela Gheorghiu (2014), Plácido Domingo (2015), Piotr Beczała (2015), Anna Netrebko (2022)
- Schauspieler und Schauspielerinnen

Christine Neubauer (2003, 2004, 2007, 2011), Hanna Schygulla (2004), Wilfried Baasner (2005), Cosma Shiva Hagen (2006), Barbara Wussow (2003), Gudrun Landgrebe (2011)
- Bereich U-Musik

Hugo Strasser, Max Greger und Paul Kuhn (2007), Chris de Burgh (2007), Chick Corea (2006), Liza Minnelli (2008), Anna Maria Kaufmann (2009), Patricia Kaas (2009), Max Raabe (2008, 2010, 2013), Roger Hodgson (2011), Katie Melua (2012), Roger Cicero (2012), Elton John (2014), Udo Jürgens (2013), James Blunt (2014, 2022), Nena (2014), Zaz (2015), Xavier Naidoo (2015), Joan Baez (2016), Tom Jones (2016), Scorpions (2016), Sarah Connor (2016), Zucchero (2017), Sting (2017), Simply Red (2023), Eros Ramazzotti (2023), Andrea Berg (2024)
- Ausgewählte Produktionen

Orff: Die Bernauerin, Puccini: Tosca, Mozart: Die Zauberflöte, Strauß: Die Fledermaus, Verdi: La traviata, Lloyd Webber: Evita, Shakespeare: Romeo und Julia, Eco: Der Name der Rose, Bizet: Carmen (2008, 2016), Verdi: Aida (2009, 2017), Nabucco (2010), Rigoletto (2014), Bernstein: West Side Story (2010), Puccini: Turandot (2011), Rocky Horror Show (2013), Puccini La Bohème (2015)

## Kritik
Die Schlossfestspiele stehen wegen ihrer Schirmherrin Gloria von Thurn und Taxis, die häufig durch rechtslastige und fundamentalkatholische Aussagen auffällt, immer wieder in der Kritik. 2012 lud sie zum zehnjährigen Jubiläum den ungarischen Ministerpräsidenten Viktor Orbán ein. Bei der Eröffnung begrüßte sie ihn herzlich, bezeichnete ihn als „Helden“, der sein Volk „in die Freiheit führe“, und verlangte vom Publikum, zu Ehren des Gastes aufzustehen. Die Landtagsabgeordnete Margit Wild sprach von einem „Skandal“. Orbán sei ein „populistischer Hetzer“ und „Feind der Presse- und Meinungsfreiheit“.
2019 distanzierte sich die Rockgruppe Revolverheld öffentlich während ihres Auftritts bei den Schlossfestspielen von der Schirmherrin. Sänger Johannes Strate sagte: „Wir spielen hier auf dem Grund einer Frau, mit deren Werten wir überhaupt nicht übereinstimmen“. Revolverheld spendete die komplette Gage an die Regensburger Seenotrettungs-Organisation Sea-Eye.
Der Veranstalter Odeon Concerte weist darauf hin, dass es sich bei den Thurn und Taxis Schlossfestspielen um eine Veranstaltungsreihe der Firma Odeon Concerte handelt und nicht um eine Veranstaltung von Gloria von Thurn und Taxis. Bei Äußerungen von Gloria von Thurn und Taxis handelt es sich um private Meinungen, die unter die allgemeingeltende Meinungsfreiheit fällt.